# ملکشاه دوم
سلطان مسعود بن محمد ملکشاه قبل از مرگش سلطان ملکشاه را به ولیعهدی خودش انتخاب کرده بود. مدت پادشاهی او مورد اختلاف است اما دراکثر منابع مدت پادشاهی وی چهارماه ذکر شده است از رجب ۵۴۵ تا ذی العقده ۵۴۷ ه‍.ق سلطان ملکشاه به دلیل اینکه مردی عیاش و شرابخوار بود و بیشتر اوقات خود را با سرگرمی با زیردستان خود می‌گذراند توسط امیرخاصبیک بن بلنگرحاجبش که خود او سلطان را برتخت نشانده بود عزل کرد و برادرش سلطان محمد که در خوزستان بود را به همدان آورد و بر تخت نشاند. این پادشاه به دلیل اینکه مدت پادشاهیش خیلی کم بود و بیشتر امور دردست حاجبش خاصبیک بود نتوانست اقدام خاصی را انجام دهد. بعد از به تخت نشستن سلطان ملکشاه خلیفه تصمیم به مصادره اموال بازماندگان مسعود گرفته بود که به شهرواسط حمله کرد و جنگی بین ملکشاه و خلیفه رخ داد که در نهایت خلیفه پیروز شد.

## شمه‌ای از صفات سلطان ملکشاه بن محمود
سلطان معزالدین ابوالفتح ملکشاه بن محمود بن محمد به گفته رشیدالدین فضل‌الله همدانی و پادشاهی بود با قدرت وشکوت، قوی بازو و سخت‌کمان، خوش‌خوی وسخی وجواد اما هزل دوست و دون‌پرور، مولع بر شراب و شکار… او بیشتر وقت خود را مشائل سرگرمی و خوشگذرانی با زیردستان و خدمتکاران می‌گذراند و در کار سیاست وامورمملکت دخالت کمتری داشت، سلطان ملکشاه به آرایش تاج و تخت خود علاقه زیادی داشت.

## حمله سلطان ملکشاه به اصفهان(۵۴۵ ه‍.ق)
سلطان ملکشاه در ربیع‌الاول ۵۴۵ ه‍.ق به اصفهان حمله کرد و در آن شهر به غارت گله‌ها و اموال مردم پرداخت و این مسئله باعث سلب آسایش، ترس و وحشت مردم ونا امنی درشهر شده بود ومردم به والی شهر که نجم الدین رشید بود از این اوضاع شکایت کردند و از او کمک خواستند و نجم الدین به سلطان مسعود نامه نوشت وازاو درخواست کمک کرد، سلطان مسعود شرف الدین گرد بازو وگروهی دیگراز سران را همراه سپاهی به کمک او فرستاد و وقتی به اصفهان رسیدند به تردد سلطان ملکشاه رفتند و با وی به صحبت نشستند و کار او را زشت و ناپسند دانستند و از طرفی نجم الدین رشید اموال و غنایمی را فراهم کرده و برای سلطان ملکشاه پیش کش فرستاد و سلطان ملکشاه از اصفهان کوچ کرد و امنیتی تازه به شهربرگشت.

## به تخت نشستن سلطان ملکشاه
سلطان معزالدین الوالفتح ملکشاه بن محمود بعد از مرگ عمویش سلطان مسعود که قبل از مرگش او را به ولیعهدی خود انتخاب کرده بود به پادشاهی رسید. آغاز پادشاهی او دررجب ۵۴۷ه ه‍.ق بود. او به کمک حاجب خود خاصبیک بن بلنگری که قبل او وزیر سلطان مسعود نیز بوده به سلطنت رسید، خاصبیک بن بلنگری که یکی از اشخاص مورد اعتماد وبا نفوذ در دربار سلطان مسعود بود و بعد از مرگ سلطان مسعود به علت علاقه اش به سلطان مسعود واعتمادی که به سلطان ملکشاه داشت از تمام بزرگان و امیران برای سلطان ملکشاه بیعت گرفت و آن‌ها راضی به سلطنت، سلطان ملکشاه کرد.

## درگیرهای سلطان ملکشاه با خلیفه المقتفی
بعد از مرگ سلطان مسعود خلیفه المقتفی لامرالله تصمیم به ضبط اموال ودارایی سلطان مسعود ویاران و زیردستانش گرفت. خلیفه به خانه مسعود بلال شحنه بغداد نیز یورش برده و بسیاری از اموال ودارایی او را ضبط کرد او درخانه مسعود بلال شراب‌های زیادی را بیرون آورد که مردم تصور نمی‌کردند او بعد از حج رفتن شراب بنوشد. او همچنین به خانه شاعران نیز حمله کرد و شاعرانی همچون مؤید الوالی وحیص بن بیص را زندانی کرد اما بعد حیص بن بیص را آزاد کرد و اموال او را که ضبط کرده بود به او بازگرداند.
درهمین دوران سلطان ملکشاه سپاهی را به فرماندهی سالار کرد به حله فرستاد و مسعود بلال نیز به آن‌ها پیوست وبا آن‌ها پیمان دوستی بست اما مسعود بلال پس از سرکوب سالار کرد خود برحله فرمان راند خلیفه پس از باخبرشدن از این ماجرا سپاهی را به فرماندهی عون الدین بن هبیرهٔ به حله فرستاد او در این جنگ پیروز شد، مسعود بلال که دیگرصلاح نمی‌دید به حله برگرد سپاه خود را به سمت تکریت روانه کرد امت عون الدین هبیرهٔ بعد از پیروزی در این جنگ دو سپاه به شهرهای کوفه و واسط فرستاد و آن‌ها را نیز تسخیر کرد.پس از تسلط شهرواسط سپاه سلطان ملکشاه به آنجا رسید وقتی خلیفه باخبرشد شخصاً به واسط رفت و آن شهر را تصرف کرد ودر۱۹ ذی العقده به بغداد بازگشت.

## پایان کار سلطان ملکشاه
سلطان ملکشاه که در رجب ۵۴۷ ه‍.ق به سلطنت رسیده بود وبا کمک خاصبیک بن بلنگری، او چون دخالتی در امور مملکتی نداشت و بیشتر وقت خود راصرف سرگرمی با خدمتکاران و شرابخوارگی می‌گذراند.
حاجب اوخاصبیک بن بلنگری که دارای نفوذ و قدرت زیادی بود و بیشتر امورسیاسی و مملکتی در دست اوبود ازجمله امیران امیرحسین جاندار بود را گرد هم آورد و به آن‌ها گفت: «این سلطان رستگار نخواهد بود و شایسته سروری نیست جاهلی مغرور است که درهمه کارها ناتوان می‌باشد. باده گساری از کار سلطنت اورا منصرف ساخته از بی سلیقگی به جای خرمای تروتازه به خرمای مانده قناعت می‌کند کار راست ودرست به عقیده من اینست که اورا عزل کنیم و برادرش سلطان محمد را به سلطنت برداریم».امیران که می‌خواستند از سلطه بیش از حد خاصبیک بکاهند با خود گفتند شاید با آمدن پادشاه جدید قدرت او نیز کمتر می‌شود به همین دلیل پیشنهاد خاصبیک را قبول کردند.
آن‌ها توافق کردند و مهمانی درخانه حسن جاندار ترتیب دادند سلطان ملکشاه را همراه با گردبازو دو خدمتکاردرگیر گرفتند و در برجی در همدان زندانی کردند اما سلطان ملکشاه با ساخت و پرداخت کردن با یکی از نگهبانان و از برجی که در آن بود فرار کرد و به سمت خوزستان رفت.

## درگیری سلطان ملکشاه و برادرش محمد
سلطان ملکشاه بعد از فرار از همدان به سمت خوزستان رفت و در خوزستان به نزد خواهرش گوهرنسب رفت که او هدایا و اموال زیادی را به او داد تا بتواند سپاهی جمع کند و به سمت اصفهان برود. سلطان محمد از این لشکرکشی برادرش باخبرشد واتابک ایاز را برای مقابله با سلطان ملکشاه فرستاد اما در نهایت سلطان ملکشاه نتوانست در مقابل سپاه برادرش مقاومت کند واو درذی العقده سال ۵۴۷ از حکومت خلع شده و به جای برادرش سلطان محمد به پادشاهی رسید

## شورش هواداران ملکشاه برسلطان مسعود درسال ۵۴۴ ه‍.ق
در سال ۵۴۴ ه‍.ق ملکشاه به همراه امیر بقش وطر نفای وابن دبیس به عراق رفته و با نامه نگاری از خلیفه نپذیرفت و این موضوع را به سلطان مسعود اطلاع داد و سلطان مسعود از ری به بغداد برای مقابله با مخالفینش رفت اما قبل از ورود سلطان مسعود به بغداد ملکشاه و همدستانش از شهر خارج شده بودند.

## خاصبیک بن بلنگری به روایت ابن اثیر
او یک نوجوان ترکمان بود که به خدمت سلطان مسعود درآمد او احترام خاصی نزد سلطان مسعود داشت وتا جایی که این توجه واحترام بیش از حد سلطان مسعود موجب رنجش خاطر دیگر امرا شد و از سلطان مسعود خواستند که او را ازخود دور کند همچنین سلطان سنجربه سلطان مسعود گفته بود که اگرخاصبیک را ازخود دور نکند سلطنت را از او می‌گیرد، سلطان مسعود ابتدا راضی به جداکردن خاصبیک از خود نشد و این باعث آمدن سلطان سنجر به ری و معترض شده که سلطان مسعود با فرستادگانی نزد سلطان سنجر او را راضی کرد اما پس از مرگ سلطان مسعود خاصبیک ابن بلنگری همچنان مقام خود را حفظ کرد وحاجب سلطان ملکشاه و سلطان محمد بن محمود بود و در این دوران نفوذ زیادی داشت تا جایی که سلطان ملکشاه را عزل و سلطان محمد را به جای وی گماشت اما پس از سلطان محمد دردومین روز سلطنتش خاصبیک و امیر ایرغدی معروف به شمله را نزد خود فراخواند اما شمله نزد سلطان نرفت وخاصبیک پس از حاضرشدن درنزد سلطان محمود دستگیر و کشته شد سلطان محمد اموال خاصبیک راضبط کرد و جسدش برخاک ماند تا سگ‌ها آن را خوردند.